# Antiporus pennifoldae
Antiporus pennifoldae là một loài bọ cánh cứng trong họ Bọ nước. Loài này được Watts & Pinder miêu tả khoa học năm 2000.